# Ujvári Izabella

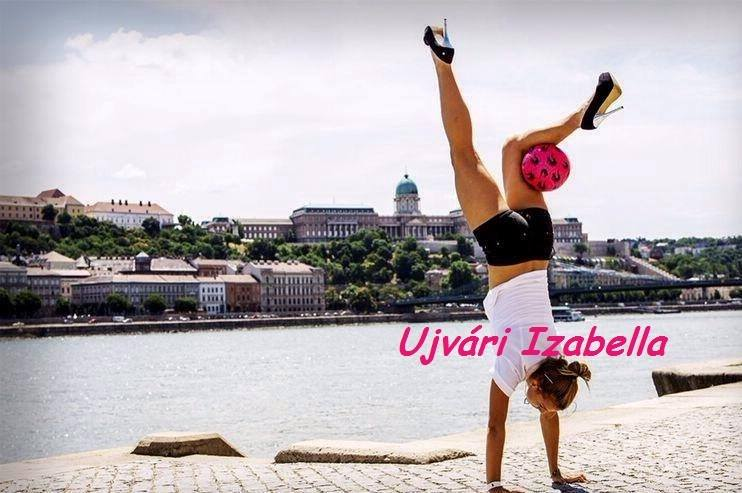
A sokoldalú és tehetséges sportolóhölgy

Ujvári Izabella (Budapest, 1995. április 11. –) volt magyar válogatott atléta, volt labdarúgó és válogatott footgolf játékos. Jelenleg a saját footgolf klubjának, az All Stars Footgolf Club elnöke és játékosa.[forrás?].

## Pályafutása

### Atlétaként
2003-ban kezdett el atletizálni. Egyesülete a GEAC, mesteredzője pedig Benkő Ákos volt. Több számban is versenyzett, többek között síkfutásban, gátfutásban, valamint távol- és magasugrásban. Közel egy évtizedes versenyzése alatt több, mint 300 érmet és 10 kupát gyűjtött. Magasugrásban többszörös országos bajnok és fedett pályás gátfutás bajnoka. A válogatottal számos nemzetközi megmérettetésen szerepelt. Dortmundban távolugrásban 2. helyezést ért el, Mariborban a 4x100 méteres váltóversenyen országos csúcsot sikerült felállítaniuk. Az aktív versenyzést ebben a sportágban 2012-ben fejezte be. 

### Labdarúgóként
2014-ben lett igazolt labdarúgó az MTK Hungária FC csapatánál. Edzője, Medgyes Péter volt. A 2013–14-es szezonban az NB I-es bajnokságot és a magyar kupát nyert csapat tagja volt. Az évadot követően az NB I-be újoncként feljutott Dorogi Diófa SE csapatához igazolt. A kezdő csapatban kapott helyet a dorogiak első NB I-es mérkőzésén, 2014. augusztus 24-én, amelyet kimagasló és eredményes játékkal hálált meg. Szegeden, a házigazda Szegedi AK Boszorkányok elleni 5-1-es győzelemhez mesterhármasával járult hozzá. Ezen felül, egy ízben kecsegtető helyzetben fejesével a kapufát is eltalálta. A labdarúgás mellett párhuzamosan footgolfozik, valamint freestyle- és teqball-versenyzéssel is foglalkozott.
2018 januárja óta kizárólag a Footgolfot űzi versenyszerűen. A magyar bajnokságot megnyerte és a 2018-as marokkói Footgolf Világbajnokságon a 46 női indulóból Iza az előkelő 4. helyen végzett.
2019-es magyar bajnokságban maximum pontszámmal védte meg a bajnoki címét.  Archiválva 2014. szeptember 3-i dátummal a Wayback Machine-ben  

## Sikerei, díjai

### Atlétaként
- Országos magasugró bajnok
- Fedettpályás gátfutó bajnok
- 4x100 méteres váltóverseny országos csúcs
- Többszörös magyar válogatott

### Labdarúgóként
- NB I-es bajnoki cím (2013-14)
- Magyar Kupa-győztes (2014)

### Freestyle versenyzőként
- Európa-bajnoki 5. helyezés

Footgolf játékosként
- Magyar bajnok (2013, 2018, 2019, 2020, 2022)
- Világbajnoki 4. helyezett (2018)
- Magyar válogatott

## Exatlon
2021-ben részt vett az Exatlon Hungary harmadik évadában, a Bajnokok csapatának tagja volt. 2022-ben újra visszatért, a 4. (All Star) évadába is.